# Luigi Moretti (architetto)
Luigi Walter Moretti (Roma, 22 novembre 1906 – Capraia Isola, 14 luglio 1973) è stato un architetto italiano tra i più rilevanti del XX secolo. Attivo sin dagli anni 30, in Italia e all'estero, è il progettista del Watergate Complex di Washington. Fu anche critico d'arte e studioso, le sue attività di ricerca sono principalmente legate all'IRMOU (Istituto di Ricerca Matematica e Operativa per l'Urbanistica), istituto all'interno del quale conduce le sue ricerche sull'architettura parametrica, un approccio al progetto di architettura desunto dalla ricerca operativa che prevede l'utilizzo di algoritmi logico matematici.

## Biografia

### Istruzione e carriera universitaria

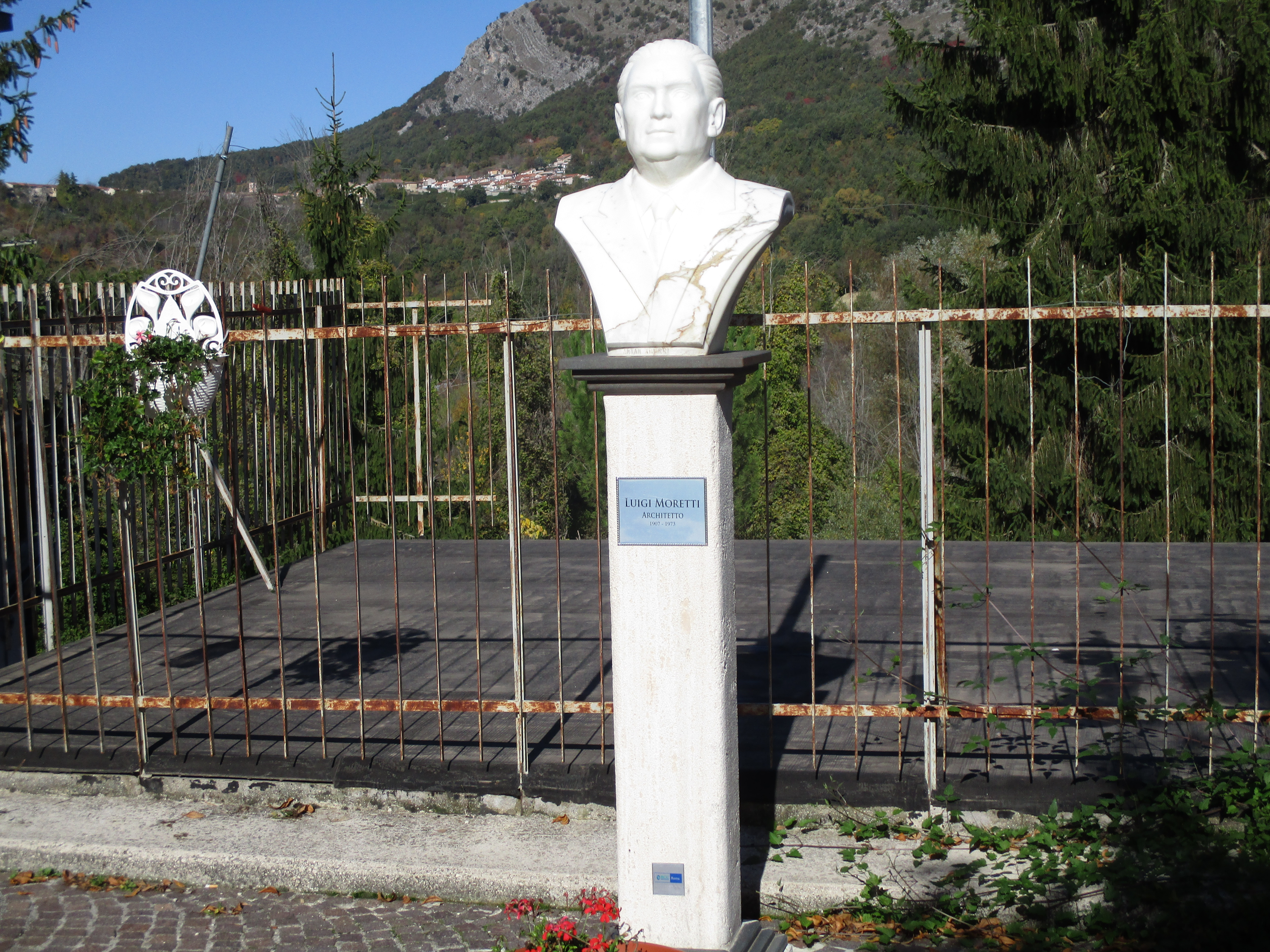
Mezzo busto di Luigi Moretti a Gallo di Tagliacozzo

Nato nel 1906 a Roma in via Napoleone III, sul colle dell'Esquilino, nello stesso appartamento in cui visse quasi tutta la sua vita, Luigi Moretti era figlio naturale dell'architetto Luigi Rolland, le cui opere più importanti sono il Teatro Adriano e il Palazzo delle Casse di Risparmio Postali in Piazza Dante. Sua madre, Maria Giuseppina Moretti della quale porta il cognome, era originaria di Gallo, piccola frazione del comune di Tagliacozzo in provincia dell'Aquila.
Frequentò dapprima la scuola tecnica, poi il liceo classico e, dal 1925 al 1930, la Regia Scuola di Architettura di Roma. Si laureò nel 1930, con il massimo dei voti, con un progetto per un collegio di alta educazione classica in località Villa dei Papi, presso Grottaferrata, con il quale vinse il premio intitolato a Giuseppe Valadier per la miglior tesi di laurea dell'istituto.
Tra il 1931 e il 1934 svolse l'attività di assistente alla cattedra di Storia e stili dell'architettura retta da Vincenzo Fasolo (autore del progetto del Liceo romano Mamiani e del ponte Duca d'Aosta) e alla cattedra di Gustavo Giovannoni di Restauro dei monumenti. Nel 1931 fu vincitore della borsa di studio triennale per gli studi romani, istituita dal Governatorato di Roma e dalla Regia Scuola di Architettura: grazie a questo finanziamento poté collaborare con Corrado Ricci nella sistemazione dei settori orientale e settentrionale dei Mercati traianei.

### Attività nel campo edilizio e urbanistico durante il Ventennio

La GIL di via Induno in Trastevere Roma (1981)

Nel 1932 Moretti abbandonò la carriera accademica e iniziò a partecipare a una serie di concorsi per progettazioni edilizie e urbanistiche, ottenendo il secondo premio per i piani regolatori, di Verona, Perugia e Faenza e per le case popolari di Napoli.
Nel 1933 partecipò con Paniconi, Pediconi e Tufaroli alla V Triennale di Milano presentando un progetto per una casa per un uomo di studio. Nello stesso anno fu presentato a Renato Ricci, presidente dell'Opera nazionale balilla (poi Gioventù italiana del littorio), che l'anno seguente lo nominò direttore dell'ufficio tecnico dell'ONB al posto di Enrico Del Debbio che aveva lasciato di sua volontà l'ONB.
Per l'ONB, e in seguito per la GIL, Moretti progettò tra l'altro, nello stesso anno, le case della gioventù di Piacenza (ora sede del Liceo Scientifico Respighi) e di Trastevere, nel 1934 quella di Trecate, nel 1935 quella femminile di Piacenza e nel 1937 quelle di Urbino e Tivoli. Nel 1936 viene incaricato di redigere il Piano regolatore del Foro Mussolini, precedentemente affidato all'architetto Enrico Del Debbio, progettando, senza tuttavia mai realizzarlo, un piano espansivo.

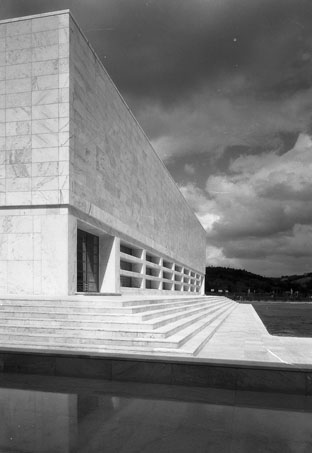
L'Accademia di scherma al Foro Italico a Roma

Nella stessa area realizzò la Casa Balilla sperimentale, poi Accademia di scherma al Foro italico anche nota come Casa delle Armi, la Palestra del Duce, posta al primo piano dell'edificio della piscina coperta, e la Cella Commemorativa del 1940.
Nel 1934 partecipò al concorso nazionale per il Palazzo del Littorio - con un progetto duramente contestato dalla rivista Casabella e dalla cultura architettonica progressista italiana in generale - e per la Mostra della rivoluzione fascista: fu prescelto per la gara di II grado, ottenendo una menzione speciale. La capacità di coniugare nelle sue opere tradizione e modernità sollecitarono espliciti riconoscimenti. Nell'intervista concessa a ventinove anni a Luigi Diemoz, pubblicata su «Quadrivio» (dicembre 1936), anticipò alcuni concetti relativi all'architettura che sviluppò nel corso della sua attività.
Nel 1937 realizzò la sistemazione architettonica del Piazzale dell'Impero che nel disegno urbanistico era già stato tracciato nei piani di Del Debbio. Le opere di Moretti furono pubblicate dalla rivista di critica Architettura con grande risalto e approfondimento.
A Roma intanto era stato avviato il grande progetto relativo alla Esposizione universale prevista per il 1942, intervento urbanistico denominato E42: Moretti nel 1938 vinse - ex aequo con il gruppo Muratori, Fariello e Quaroni - il concorso per la piazza Imperiale (l'odierna piazza Guglielmo Marconi) e nell'ambito del progetto finale, si occupò in particolare del Gran Teatro, la cui realizzazione venne interrotta a causa dell'entrata in guerra dell'Italia. Il grande edificio fronteggiante la piazza non fu mai realizzato: nel dopoguerra le strutture già eseguite furono utilizzate per il "grattacielo Italia" di Luigi Mattioni.
Moretti ricoprì, in quel periodo, incarichi privati, grazie soprattutto alle sue amicizie con esponenti del Fascismo e giornalisti. Tra questi, il restauro della torre di Porta San Sebastiano e la sua sistemazione ad abitazione per Ettore Muti (1940). Nel 1941 si dedicò al restauro della chiesa parrocchiale di Gallo, paese d'origine della madre. Durante i lavori, ospitato dagli zii materni, con i quali sino alla loro morte intrattenne sempre ottimi rapporti, si soffermò spesso nel piccolo paese.
Nel periodo tra il 1942 e il 1945 Moretti scomparve dalla scena pubblica nazionale per riapparire nel 1945 quando, arrestato per le sue collaborazioni con il fascismo, fu brevemente rinchiuso nel carcere di San Vittore.

### Il periodo post bellico

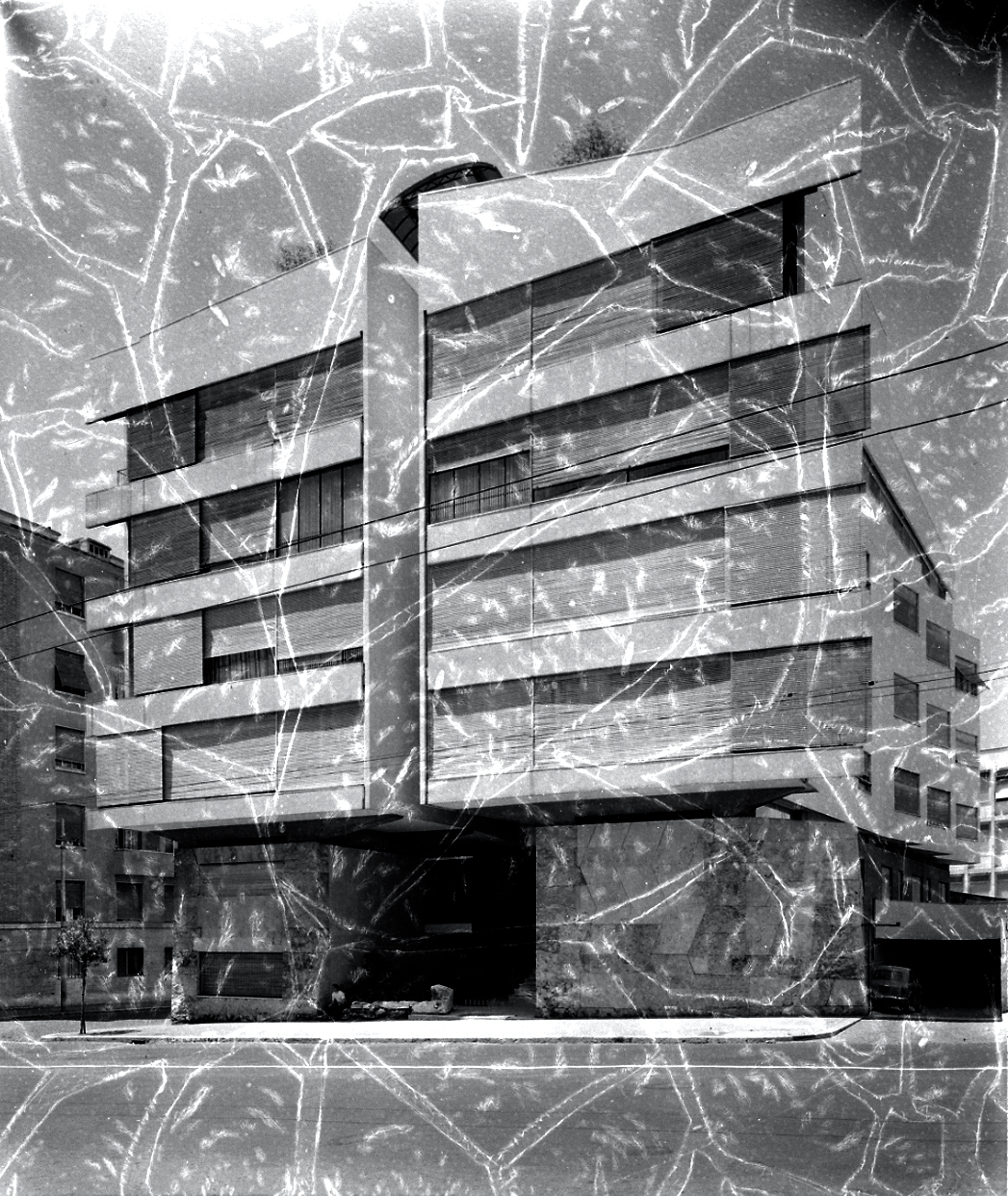
Casa "Il Girasole", Roma, 1948. Foto di Paolo Monti del 1951 (Archivio Paolo Monti, BEIC)

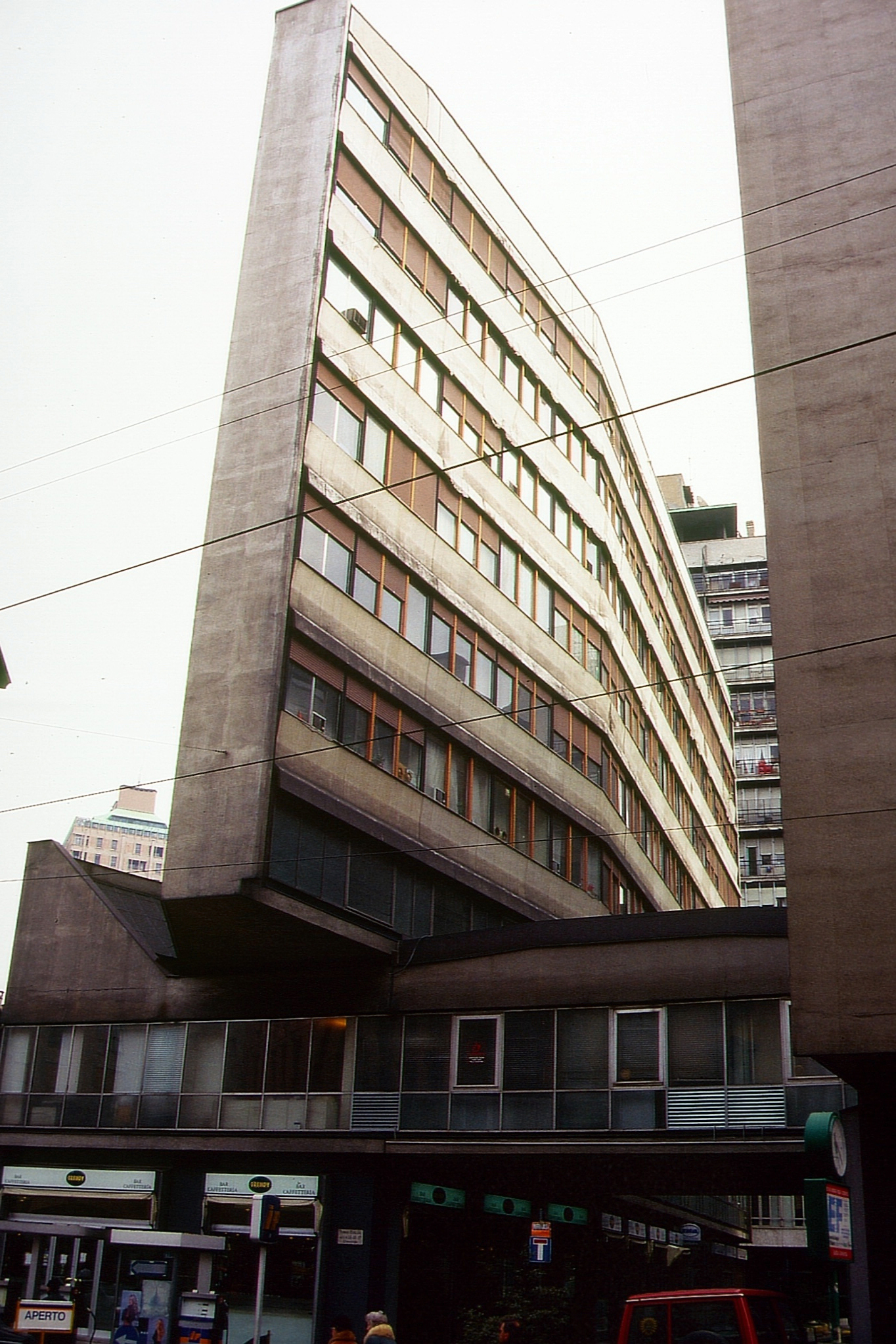
Vista da Corso Italia del Complesso edilizio per uffici e abitazioni in corso Italia e via Rugabella, Milano.

Nel novembre del 1945 fondò con il conte Adolfo Fossataro, conosciuto in carcere, la Confimprese, società che svolse un ruolo non marginale nella gestione delle operazioni della ricostruzione post-bellica a Milano. La Confimprese previde la costruzione di venti case-albergo nel capoluogo lombardo, solo tre delle quali furono poi effettivamente costruite, che diverranno un classico di questa nuova tipologia edilizia, un complesso edilizio per uffici e abitazioni in corso Italia e a Roma, tra il 1947 e il 1951, un edificio residenziale per la cooperativa Astrea e la palazzina del Girasole. Dopo queste prime realizzazioni la Confimprese si sciolse nel 1950.
La palazzina "Il Girasole" costruita in viale Bruno Buozzi a Roma nel 1950 è uno dei progetti più noti del periodo, ed è considerata un esempio precoce di architettura postmoderna. L'edificio è citato anche nel saggio di Robert Venturi Complessità e contraddizioni nell'architettura come esempio di architettura ambigua, in bilico tra tradizione ed innovazione.
Del 1954 è il primo schizzo per la Villa La Saracena di Santa Marinella per l'ex direttore del quotidiano romano Il Messaggero Francesco Malgeri, nella quale includerà una cancellata di Claire Falkenstein, e sculture di Pietro De Laurentiis

Foto di Paolo Monti del complesso edilizio per uffici e abitazioni in corso Italia e via Rugabella, Milano.
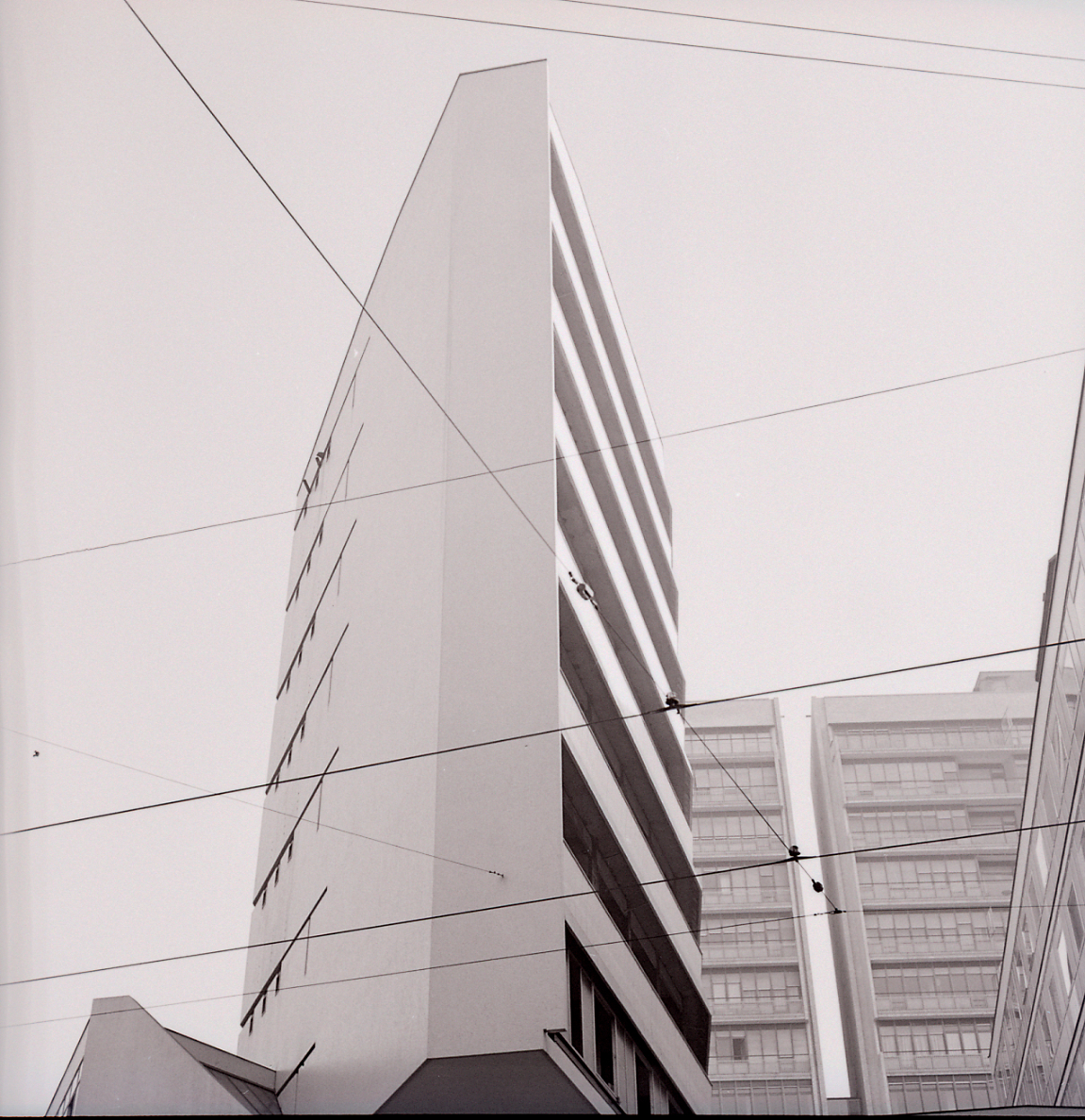
Vista laterale da Corso Italia
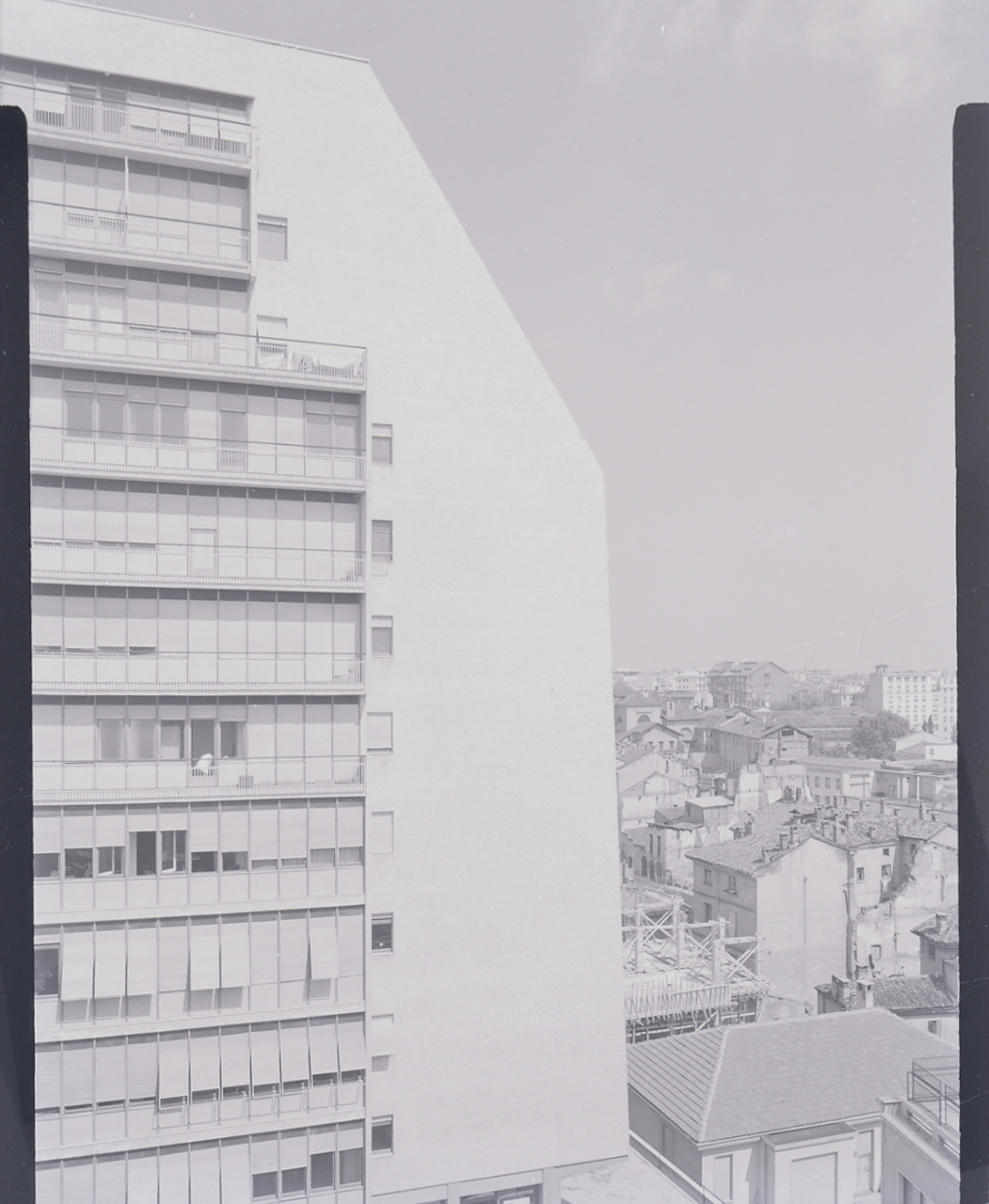
Facciata
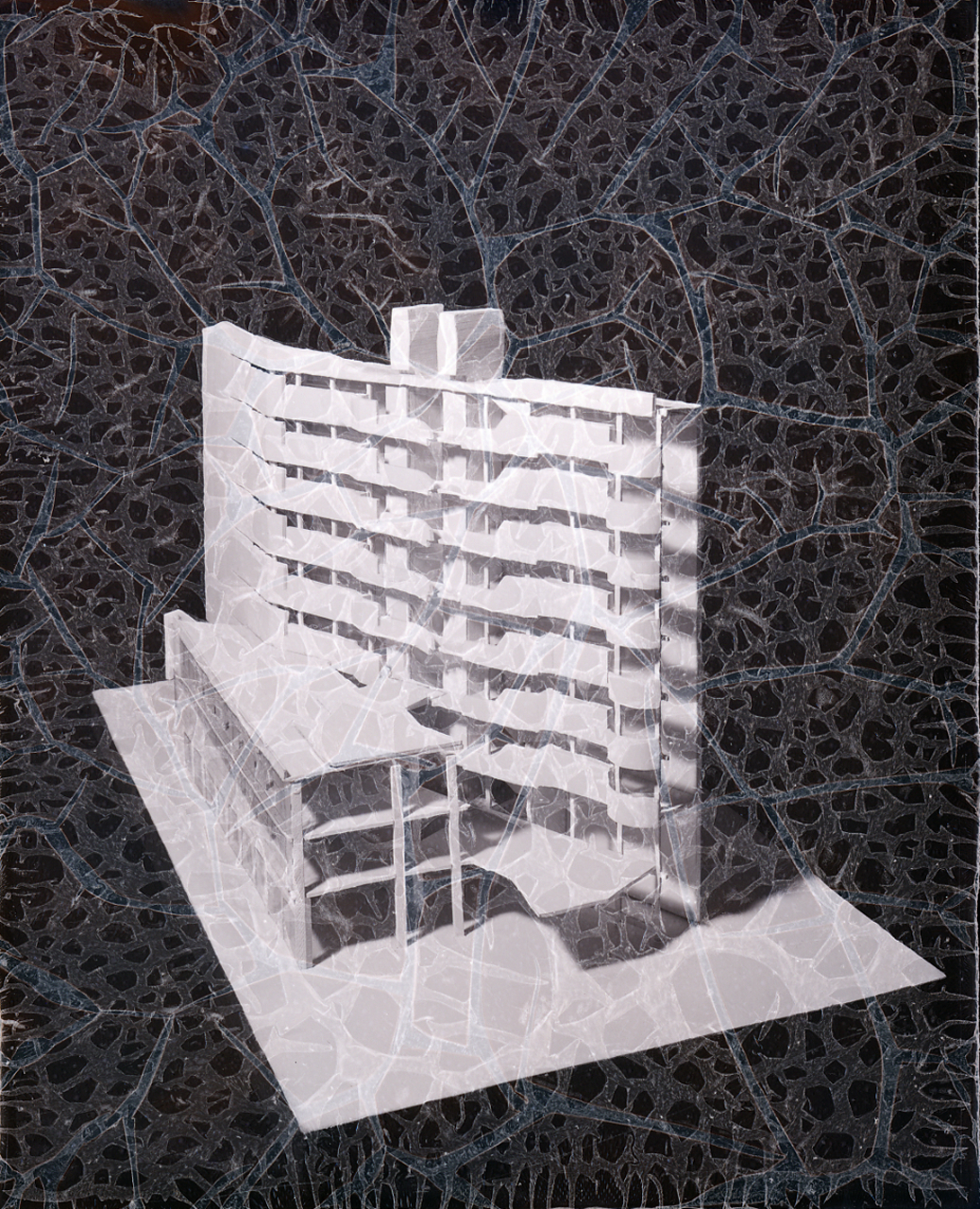
Modello architettonico

### La rivista
Nel 1950 fondò la rivista Spazio, Rassegna delle Arti e dell'Architettura (pubblicata fino al 1953), volta alla ricerca di un collegamento fra le diverse forme d'arte (dall'architettura alla scultura, dalla pittura al cinema e al teatro): non a caso il numero uno si apriva con un saggio intitolato Eclettismo e unità di linguaggio. La rivista era gestita e redatta quasi totalmente dall'architetto romano, che fece confluire in essa i risultati della sua attività di ricerca e di studio, pubblicando su di essa saggi fondamentali quali Forme astratte nella scultura barocca, Discontinuità dello spazio in Caravaggio e Strutture e sequenze di spazi. Moretti ne fu per l'intero ciclo editoriale direttore e redattore.
La rivista, stampata a Milano in un primo momento dalla tipografia E. Barigazzi, quindi dalla tipografia Lucini, ebbe una certa continuità dal 1950 al 1953, periodo in cui uscirono i sette numeri che resero celebre la testata tra gli addetti ai lavori. Nei decenni successivi Moretti fece uscire la rivista in maniera sporadica. In un numero del 1957 pubblicò il suo saggio Forma come struttura; nel gennaio febbraio 1959 uscì un numero contenente articoli di Fernand Léger, Alberto Gatti, Giampiero Giani e un'Antologia di Spazio dedicata allo scultore Pietro De Laurentiis, articolo che venne poi estratto e pubblicato - sempre a cura delle edizioni Spazio - come catalogo di una mostra tenutasi quello stesso anno. Nell'aprile del 1963 pubblicò il saggio Strutture di insiemi e, nel 1964, il saggio Significato attuale della dizione architettura. È del luglio del 1968 un numero in cui compare il saggio Capogrossi, dedicato al celebre pittore romano.

### La galleria d’arte
Era il 1954 quando Moretti, con Michel Tapié, decise di fondare la galleria d'arte, anch'essa denominata Spazio, nella sua città, Roma, cui si affiancarono successivamente altri luoghi espositivi che alimentarono il dibattito sull'arte informale tra la Capitale e Torino. Il suo interesse verso l'arte si palesò inoltre dalla tendenza al collezionismo d'opere, soprattutto del Seicento e dell'antichità.

### La SGI e l'IRMOU

Roma: veduta aerea dello Stadio Flaminio e del Villaggio Olimpico (anni sessanta)

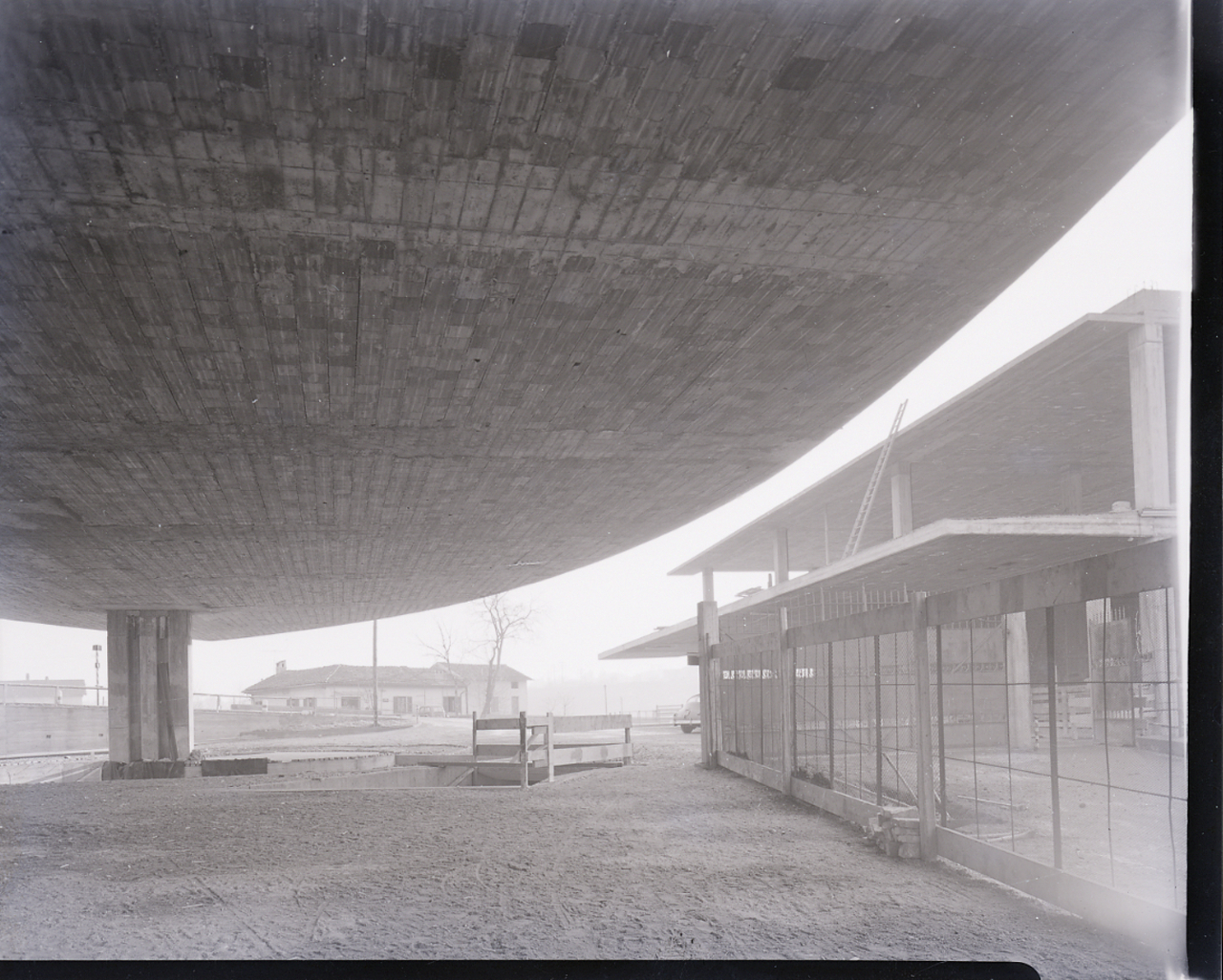
Il complesso per uffici della Società anonima Pellami (Comacini) a Varese (1956), fotografato da Paolo Monti durante la costruzione.

L'attività dell'architetto dalla metà degli anni cinquanta fu ricca e diversificata: Moretti ricevette incarichi da parte di privati, amministrazioni pubbliche ed enti di rilevanza nazionale. Redasse i progetti per il Nuovo piano di coordinamento dei parchi urbani e rappresentò il Ministero dei lavori pubblici nel comitato di elaborazione del Piano intercomunale di Roma.
Nel 1957 divenne consulente esterno della SGI (Società Generale Immobiliare) per la quale progettò, tra l'altro, gli edifici alla testata dell'Eur. Nello stesso anno collaborò con il Comune di Roma e con il ministero dei Lavori Pubblici, elaborando i progetti per il piano intercomunale di Roma (mai approvato) e per il Parco Archeologico, dai quali nacque la polemica con Bruno Zevi e con l'Espresso sulla "devastazione dell'Appia".
Sempre nel 1957 fondò l'Istituto per la Ricerca Matematica e Operativa applicata all'Urbanistica (IRMOU) con il fine dichiarato di portare avanti gli studi sulla cosiddetta "architettura parametrica", dottrina che si rifaceva all'applicazione di teorie matematiche nella progettazione urbanistica. Rapportare la progettazione dell'ambiente costruito all'analisi matematica, evidenzia le radici funzionaliste di Moretti che studiò nuove relazioni dimensionali dello spazio architettonico e urbanistico, come Le Corbusier aveva studiato il modulor e la sezione aurea. Questi studi furono presentanti nel 1960, con vasta eco di stampa, alla XIII Triennale di Milano. Come presidente dell'Istituto, fu chiamato a far parte di numerose commissioni e intervenne a congressi e dibattiti su temi urbanistici.
Nel 1958 passò poi a progettare importanti quartieri residenziali, tra cui il CEP di Livorno; inoltre in quell'anno partecipò alla realizzazione del progetto del Villaggio Olimpico pensato per la XVII Olimpiade in programma a Roma nel 1960. Proprio per la progettazione del villaggio nel 1961 ottenne il Premio IN/ARCH 1961 per la miglior realizzazione nella regione Lazio. Sulla medesima direttrice urbanistico-progettuale è il centro risidenziale denominato "Quartiere INCIS Decima" a Roma, parzialmente realizzato tra il 1960 e il 1966 per conto dell'INCIS.
In questo periodo Moretti ebbe un'influenza rilevante sui lavori del piano regolatore di Roma, che sarà adottato dal Consiglio comunale il 18 dicembre 1962.

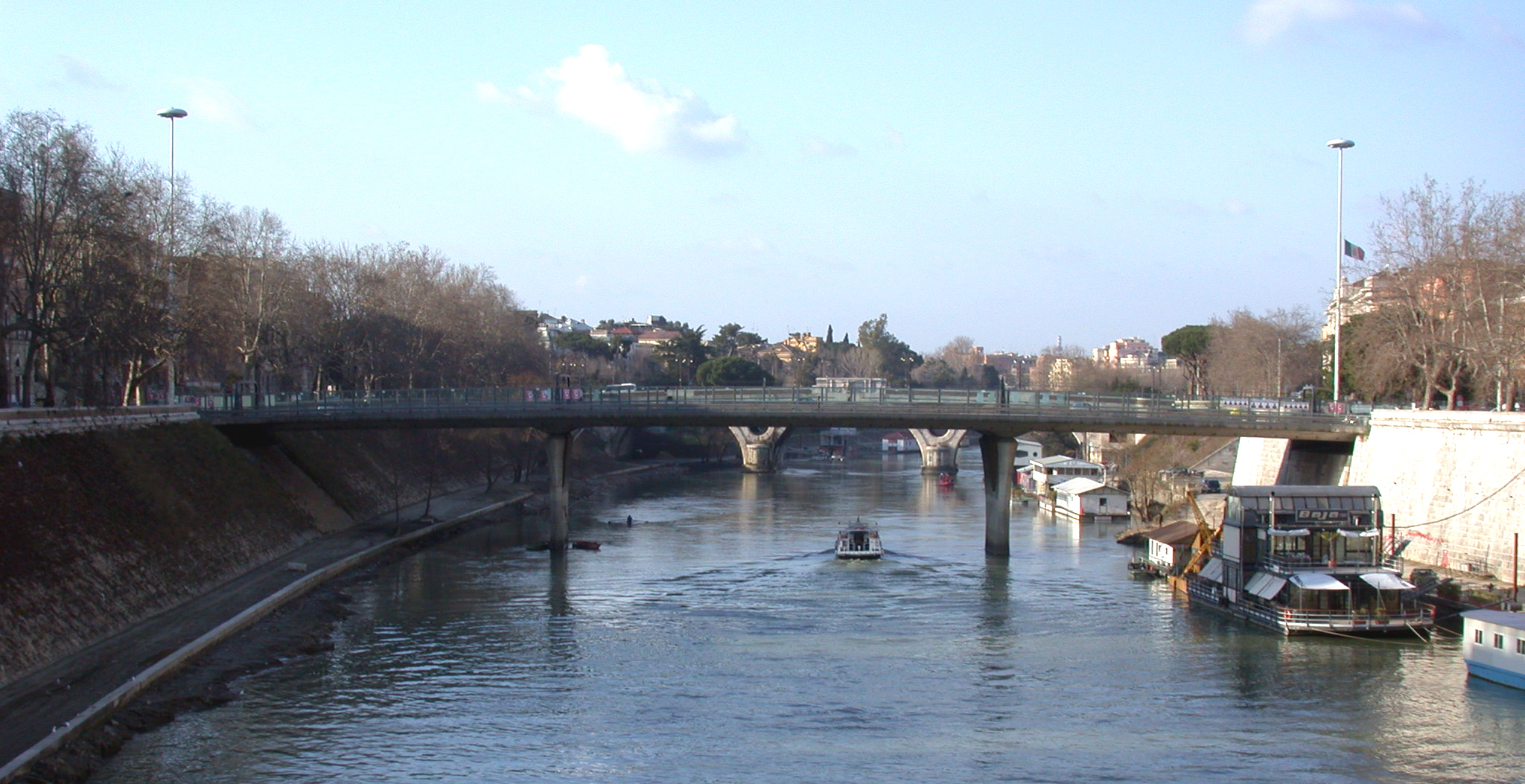
Il ponte Pietro Nenni visto dal ponte Margherita

Moretti ricevette, dalla metà degli anni cinquanta, significativi riconoscimenti: nel 1957 il premio nazionale di architettura Giovanni Gronchi, istituito dall'Accademia nazionale di San Luca; nel 1963 vinse di nuovo il Premio IN/ARCH per la miglior realizzazione nella regione Lazio con lo studio di progettazione di due edifici gemelli all'EUR (le sedi della Esso e della Società Generale Immobiliare). Nel 1964 gli fu conferita dall'allora Presidente della Repubblica Antonio Segni la Medaglia ai benemeriti della scuola, della cultura e dell'arte; nello stesso anno ricevette il premio conferito dall'Istituto di architettura di Saint Louis, fu nominato membro onorario dell'American Institute of Architects e fu eletto accademico dell'Accademia nazionale di San Luca.

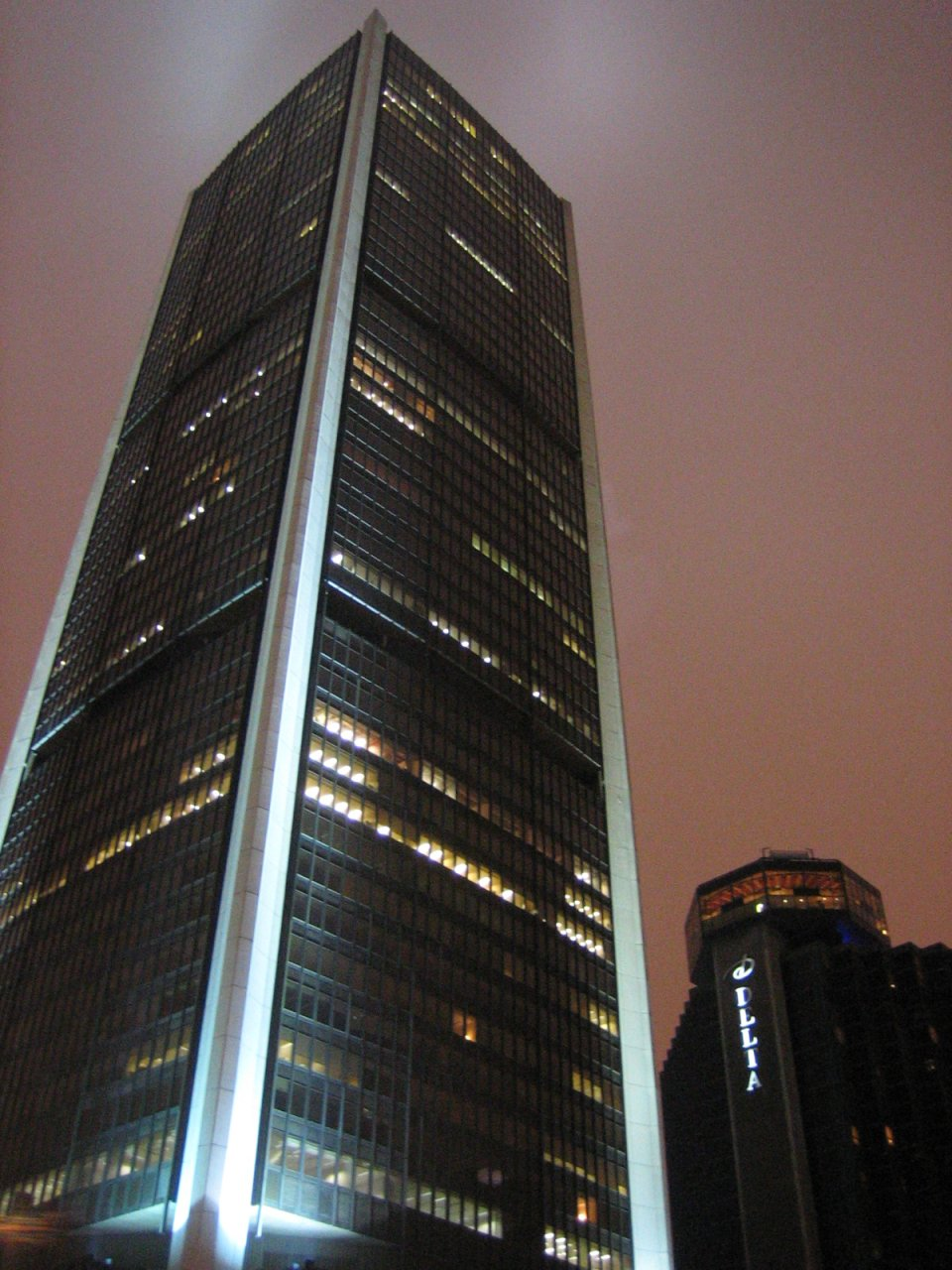
Stock Exchange Tower, Tour de la Bourse, Montréal

Per la Società generale immobiliare nel 1960 iniziò a lavorare al progetto per la Stock Exchange Tower di Montréal e per il complesso residenziale Watergate di Washington (lo stesso che diede il nome allo scandalo politico omonimo). Le due opere contribuirono ad affermare la fama dell'architetto nel panorama internazionale.

### Le ultime opere
Tra le opere progettate nel corso degli anni sessanta a Roma la palazzina San Maurizio a Monte Mario, i due edifici gemelli all'EUR, sedi della ESSO e della Società generale immobiliare, per i quali vinse il premio regionale IN/ARCH 1966. Dal 1965, intrapreso un fecondo rapporto di consulenza con il gruppo Le Condotte (successivamente confluito nell'Italstat), curò la progettazione e la realizzazione della nuova sistemazione delle Terme Bonifacio VIII a Fiuggi, della Metropolitana di Roma nel tronco dalla stazione Termini a via Ottaviano in quartiere Prati, inaugurato nel 1980. Nell'ambito dei lavori per la metropolitana di Roma, progettò l'attuale ponte Pietro Nenni (con l'ingegnere Silvano Zorzi), aperto al transito automobilistico nel 1972. Un'altra opera considerevole di Moretti fu il parcheggio sotterraneo da duemila posti sotto Villa Borghese, inaugurato nel 1973.
Luigi Moretti, nonostante gli importanti impegni nel campo della progettazione, non abbandonò gli altri suoi numerosi interessi. Partecipò al convegno internazionale di studi michelangioleschi (1964) con il saggio Le strutture ideali dell'architettura di Michelangelo e dei barocchi e produsse con Charles Conrad un film sulla vita di Michelangelo Buonarroti che ricevette il premio Film d'Arte alla Biennale di Venezia. Nel 1967 svolse una conferenza all'Accademia nazionale di San Luca su Le serie di strutture generalizzate di Borromini. Nel 1967 ricevette il Prix d'Excellence Design Canada e nel 1968 il premio Antonio Feltrinelli dell'Accademia nazionale dei Lincei. Nel 1968 l'editore De Luca pubblicò 50 immagini di architetture di Luigi Moretti, con la prefazione di Giuseppe Ungaretti.
Nello stesso anno ottenne l'incarico di progettare un santuario a Tagbha, sul Lago di Tiberiade. Il progetto venne approvato dalla Santa Sede ma i lavori non furono iniziati a causa della delicata situazione tra israeliani e palestinesi che ben presto sfociò in eventi bellici. In quell'anno Moretti si sposò con Maria Teresa Albani.

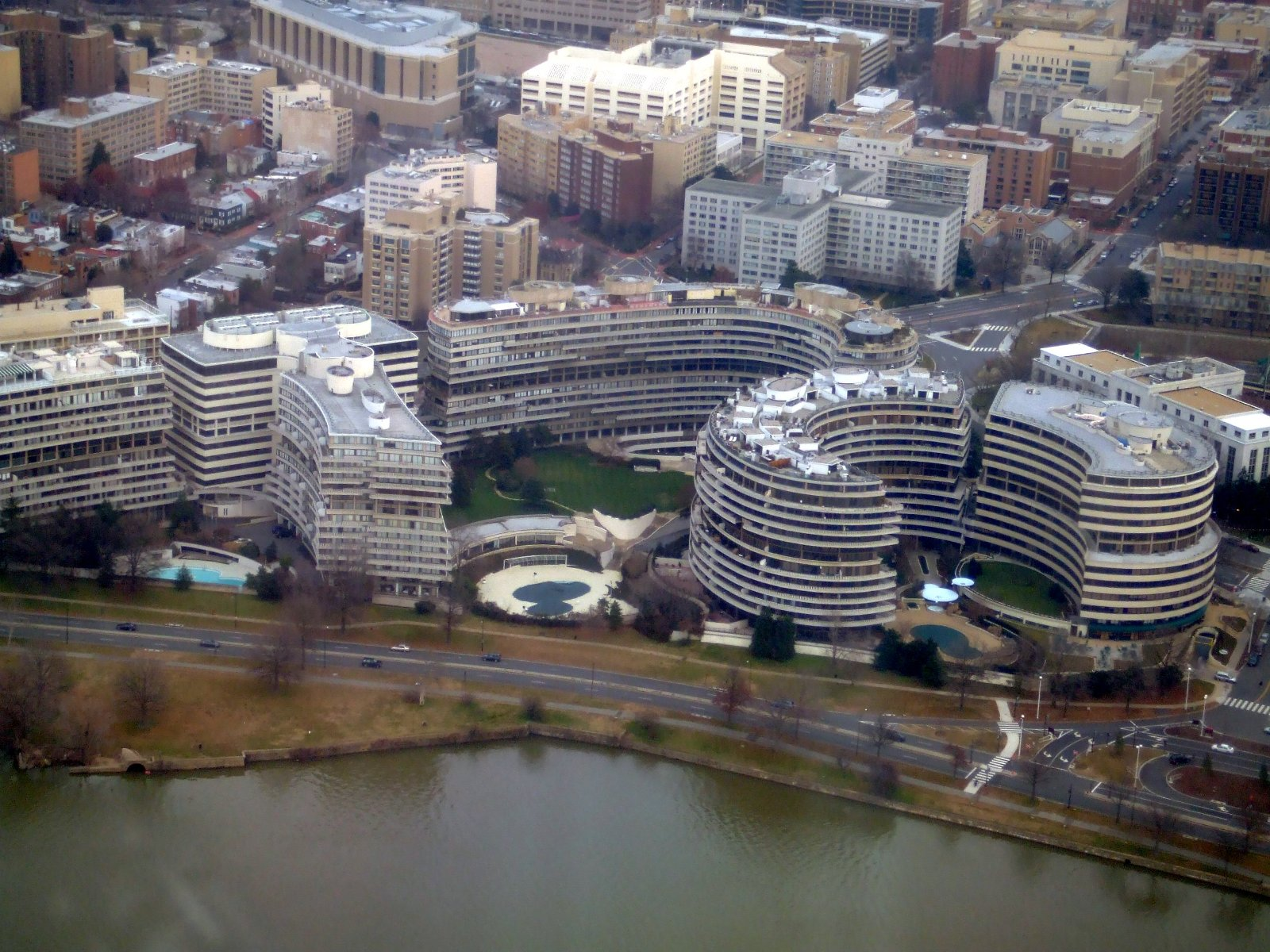
Watergate Complex, Washington

L'anno seguente, nel 1969 trovò un fertile mercato di lavoro nei Paesi arabi, soprattutto in Kuwait, dove progettò la sede dell'Engineer Club e le Beduin Houses, e in Algeria (Hotel El Aurassi e il complesso Club des Pins, oltre a una serie di scuole e di quartieri residenziali; una serie di progetti che furono portati a termine dai suoi collaboratori di studio, gli architetti Giovanni Quadarella e Lucio Causa e l'ingegnere Pierluigi Borlenghi).
Nel 1971 progettò le nuove costruzioni, relative ai progetti di edificazione della Generale Immobiliare all'estero, tra i quali il centro residenziale sul Potomac ad Alexandria negli Stati Uniti d'America e il centro residenziale a Roquencourt (Parigi); a Montreal, progettò infine, l'affiancamento alla sua precedente realizzazione del 1961, la Torre della Borsa (Stock Exchange Tower), di un nuovo grattacielo. Nello stesso anno espose i suoi lavori in una mostra monografica a Madrid. Morì il 14 luglio 1973 a causa di collasso cardiaco, a bordo dell'imbarcazione a vela Kiwi nell'isola di Capraia mentre era in vacanza con la famiglia.

## Archivio
L'archivio di Luigi Moretti, dichiarato di notevole interesse storico il 4 settembre 1990 dalla Soprintendenza Archivistica per il Lazio, è pervenuto per dono all'Archivio Centrale dello Stato il 26 agosto 1999. È stato oggetto di un lavoro di riordinamento analitico e creazione di una banca dati con immagini. Un ulteriore nucleo di documentazione è conservato privatamente dagli eredi a Roma.

## Dedicazioni
Il 29 agosto 2015, nella piccola frazione abruzzese di Gallo, su iniziativa della Pro-loco, è stato inaugurato un busto di Moretti e gli è stata intitolata una piazzetta posta al centro del paese d'origine della madre. È la stessa piazzetta che l'architetto acquistò dalla parrocchia per donarla ai suoi concittadini.

## Opere
Progetti principali:

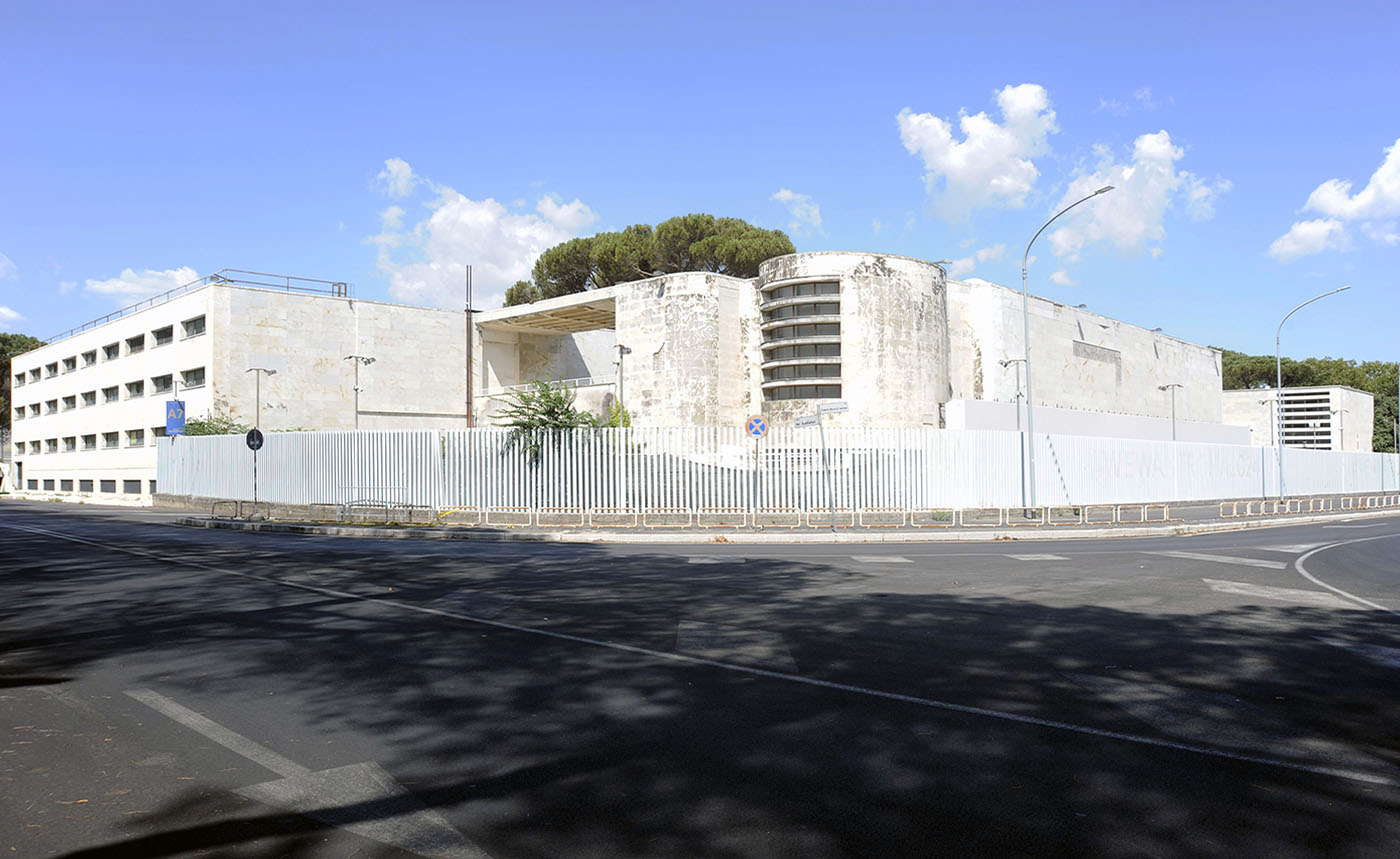
La Casa delle Armi al Foro Italico Roma

- 1933 - Casa della GIL, quartiere Trastevere, Roma
- 1933-1937 - Casa Balilla sperimentale - Casa delle armi, quartiere Foro Italico, Roma
- 1941 - Giardini al Foro Mussolini, Roma
- 1948 - Casa Il Girasole, viale Bruno Buozzi, Roma
- 1948-1950 - Casa-albergo, via F. Corridoni, Milano
- 1961 - Quartiere residenziale Watergate, Washington
- 1962 - Edifici sede della Esso e della SGI, quartiere Eur, Roma